# Pilota Mihaila Petrovića
La rue Pilota Mihaila Petrovića (en serbe cyrillique : Пилота Михаила Петровића) est située à Belgrade, la capitale de la Serbie, dans la municipalité urbaine de Rakovica.
La rue est ainsi nommée en hommage à Mihajlo Petrović (1884-1913), qui fut le premier pilote serbe tué en mission de combat.

## Parcours
La rue Pilota Mihaila Petrovića prend naissance au niveau de la rue Miška Kranjca. Elle s'oriente d'abord vers le nord-ouest et traverse les rues Patrijarha Dimitrija et Kraljice Jelene. À cette hauteur, elle oblique en direction de l'ouest et traverse la rue Starca Milije et laisse sur sa droite la rue Mile Dimić. Elle s'incline ensuite vers le sud avant de reprendre sa course vers l'ouest. Elle croise ensuite la rue Slavka Rodića (à gauche) et traverse la rue Kneza Višeslava, contourne Vidikovački venac et se termine par un échangeur qui la relie à l'Ibarska magistrala.

## Économie
Un supermarché Maxi est situé au n° 4 de la rue.
L'Hotel Panorama se trouve au n° 33a.

## Transports
La rue est desservie par plusieurs lignes de bus de la société GSP Beograd, soit les lignes 37 (Gare de Pančevački most – Kneževac), 50 (Ustanička – Banovo brdo), 59 (Slavija – Petlovo brdo) et 534 (Cerak vinogradi – Ripanj).